# 院长 (学院)
院长（英文： Master，女性则是Mistress) 是部分学院制的高等学府的职位。这个名词特别指牛津大学和剑桥大学等在英国实行书院联邦制的大学。 不同的学院負責人虽然在中文里都是翻译成院长，但是在英文里实际上使用的头衔名称可能会有多种。
就算在同一所学校，哪怕是在不同的学院，院长的职责可能都有不同，因此，在不同学校之间院长的职责也可能是不同的。不过相同的是，院长都会负责领导学院的管理团体，经常会作为学院的领导者来实行学院管理团体的决策，就像首席执行官那样；对外院长则代表学院管理大学，或是给学院募集捐款。 院长的职责主要取决于学校的书院联邦制的不同。在結構更為鬆散的伦敦大学里，每一个学院都自行管理，院长的职责接近于校长。而对于权力更加集中的大学来说，学院不是独立的机构，它们的院长的权利和职责更少。

## 伦敦大学
由于伦敦大学是实行半自治的大学，虽然学院之间共享公共设施，但是各自独立负责教学和研究工作，这些学院的领导人和非书院联邦制大学的副校长的职责类似。
然而，除了管理他们自己的学院以外，伦敦大学的院长同时也是大学里理事会的成员，他们也要一起决定大学本身的决策。